# Pagedangan (Bojongsari)
Pagedangan is een bestuurslaag in het regentschap Purbalingga van de provincie Midden-Java, Indonesië. Pagedangan telt 3396 inwoners (volkstelling 2010).